# 통정 (연호)
통정(通正, 916년)은 전촉(前蜀) 고조(高祖) 왕건(王建)의 세번째 연호이다. 1년 가량 사용하였다.

## 개원
- 영평(永平) 5년 12월 21일[1](916년 1월 28일)에 연호를 통정(通正)으로 정하고, 다음 해 1월 1일[2](916년 2월 6일)에 개원함.[3][4][5]

- 통정(通正) 원년 12월 27일[6](917년 1월 23일)에 연호를 천한(天漢)으로 정하고, 다음 해 1월 1일[7](917년 1월 26일)에 개원함.[3][4][5]

## 연대 대조표
| 통정       | 원년           |
| 서기(西紀) | 916년          |
| 간지(干支) | 병자(丙子)     |
| 후량(後梁) | 정명(貞明) 2년 |

## 같이 보기
- 중국의 연호 목록